# Ханты-мансийская мифология
Ханты-мансийская мифоло́гия — совокупность языческих мифологических представлений хантов и манси (обских угров). Часть общей финно-угорской мифологии.
Согласно мифу, землю со дна океана при сотворении мира достала гагара по имени Лули. По другой версии, землю со дна достал сам Куль-отыр. Мир у хантов и манси делится на три сферы: воздушную, водную и земную. Именно поэтому водоплавающая птица оказывается в этом случае наиболее подходящей, — ей доступны все три сферы.
По поверьям, у мужчин есть 5 или 7 душ, у женщин — 4 или 6. Из них две — важнейшие; одна перерождается в ребёнка того же пола, другая уходит в царство Куль-Отыра. 
По существу, «духи» у хантов и манси являются персонификациями сил и явлений природы. Урал считается поясом бога, сотворившего мир и бросившего свой пояс на землю.

## Боги, духи и другие образы
Высшие боги в пантеоне — Нуми-Торум и его отец, Корыс-Торум. Калтась-эква — жена Нуми-Торума; богиня, дарующая душу и определяющая срок жизни. Мать Мир-Суснэ-хума. Подземным миром заведует злой дух Куль-отыр (Кынь-Лунк).
Основные боги: 
- старший из сыновей Нуми-Торума, Полум-Торум, ведающий всей рыбой и зверями окрестных мест,
- Мир-Суснэ-хум, младший сын Нуми-Торума, — посредник между богами и миром («Небесный надзиратель»), его конь — Товлынг-лув,
- Мых-ими — «Земля-старуха», богиня, предупреждающая болезни,
- Хотал-эква — богиня солнца,
- Этпос-ойка — бог луны,
- Най-эква — богиня огня,
- Сяхыл-торум — бог грома,
- Косяр-Торум — внук Нуми-Торума,
- Хонт-Торум — бог войны, его жена — Суй-ур-эква, помощники — Хуси, Энки.

Третий сын Нуми-Торума, Аутья-отыр, имеет вид щуки и живёт в устье Оби. Ещё один сын Нуми-Торума, Нёр-ойка — покровитель оленьих стад. Богам было отведено и место жительства: Полум-Торум жил на реке Пелым (Полум), Нёр-ойка — на озере Ялпын-тур.
Эпитетом Калтась (Калтащ)-эквы является Сорни-эква («Золотая баба»). Это было воспринято европейцами буквально, и они полагали, что существует изображение её из золота.
Персонажи низшей мифологии: пупыг (пупых) — дух (и его изображение), менкв — великан-людоед, утчи (унху) — мифический лесной житель, мис — добрый лесной дух.
Один из главных героев — Мир-суснэ-хум — именовался «Купцом верхнего и нижнего света».
Один из персонажей, Мис-нэ̄ — «Лесная дева», приносит удачу охотнику и выходит за него замуж. У них рождается сын, но люди в селении её обижают, и она уходит обратно в лес. В деревне Хурум-пауль почитался Йипыг-ойка («Старик-филин»), который считался жителями этой деревни своим предком, то есть тотемом. Тотемами у народов Обского севера были также стрекоза, трясогузка, филин. Тотем не мог быть объектом охоты.
Слова ōйка и э̄ква означают, соответственно, «старик» и «старуха, баба, женщина», нэ̄ и хум — «женщина, дева», «мужчина», отыр — «богатырь, дух». Среди персонажей выделялись как мужские, так и женские образы.